# The Witness for the State
The Witness for the State è un cortometraggio muto del 1917 diretto da Colin Campbell. Prodotto dalla Selig Polyscope Company, il film aveva come interpreti Eugenie Besserer, Frank Clark, Bessie Eyton.

## Produzione
Il film fu prodotto dalla Selig Polyscope Company.

## Distribuzione
Distribuito dalla General Film Company, il film - un cortometraggio in una bobina - uscì nelle sale cinematografiche statunitensi il 2 ottobre 1917.